# SingStar
SingStar – seria gier komputerowych karaoke przeznaczona na konsole PlayStation 2, PlayStation 3 i PlayStation 4, wydawana przez Sony Computer Entertainment Europe oraz tworzona wspólnie przez SCEE i London Studio. Gracze śpiewają do mikrofonów lub smartfonów przypisanych do konsoli. Gra porównuje śpiew gracza z oryginalną piosenką i na podstawie wokalu przyznawane są punkty. Słowa utworów są pokazywane w dolnej części ekranu, a w tle pojawiają się licencjonowane teledyski.

## Rozgrywka
Dla dwóch graczy można rozgrywać bitwę (typowa rywalizacja na punkty), duet bitewny (wokaliści śpiewają różne fragmenty piosenki, ale wciąż ze sobą konkurują) oraz występ solowy. Tryb impreza pozwala na rywalizację maksymalnie ośmiu graczom (podzielonym na dwie drużyny – niebieską i czerwoną) w następujących wyzwaniach muzycznych: bitwa, składanka (1 na 1 – śpiewanie refrenów pięciu różnych utworów), mikro składanka (1 na 1 – śpiewanie krótkich fragmentów ośmiu różnych utworów), pierwszy na mecie (1 na 1 – wygrywa ten, kto pierwszy osiągnie 1 milion punktów), podaj mikrofon (niebiescy kontra czerwoni – wszyscy gracze śpiewają na zmianę krótką sekcję utworu), podaj składankę (niebiescy kontra czerwoni – wszyscy gracze śpiewają na zmianę refreny różnych utworów) oraz podaj mikro składankę (niebiescy kontra czerwoni – wszyscy gracze śpiewają na zmianę krótkie sekcje różnych utworów).
W grze można zdobyć łącznie 3 000 000 punktów (w starszych wersjach 10 000 punktów), co wymaga bezbłędnego wykonania piosenki. W porównaniu do starszego systemu punktowego, nie pojawia się możliwość wyboru poziomu trudności.
Niektóre piosenki wymagają rapowania lub odgórnego podziału wokalistów na duet, jeśli utwory te spełniają niezbędne kryteria.
Tryb dla dwóch graczy duet polegał na tym, że wokaliści śpiewali różne fragmenty piosenki, lecz ich punkty składały się na całkowity wynik. Został on przekształcony w duet bitewny. W grze pojawiały się także składanki – konkurencja ta polegała na wykonaniu specjalnie przygotowanych fragmentów kilku różnych piosenek połączonych w jeden utwór. Duet i składankę można wykonywać tylko na płytowych wersjach SingStara na PlayStation 3 i PlayStation 2.
W 2010 roku zdecydowano się rozszerzyć SingStara o dodatkowe czynności – taniec i grę na gitarze. Aby wykonywać ruchy taneczne, niezbędny jest kontroler ruchu PlayStation Move, natomiast do gry na gitarze wystarczy każda gitara kompatybilna z PlayStation 3. Dodatki umożliwiały granie 4 osobom jednocześnie – dwie osoby śpiewały, a pozostałe tańczyły lub grały na gitarze. Szybko przestano wspierać te formy czynności. Aktualnie są dostępne tylko na płytowych wersjach SingStara na PlayStation 3.
Oprócz tego zostały wydane trzy gry mające na uwadze tylko jeden zespół: SingStar ABBA (2008, PS3, PS2), SingStar Queen (2009, PS3, PS2) i SingStar Take That (2009, PS3, PS2).

## Rozwój serii
Na początku gra SingStar zawierała parę mikrofonów (jeden niebieski, drugi czerwony) podłączanych do konsoli za pomocą USB. SingStar współpracował wówczas z kamerą EyeToy, pozwalając graczom na oglądanie siebie podczas śpiewania lub robienia zdjęć w grze.
Dużym plusem jest możliwość swobodnego korzystania na PlayStation 3 z płyt wydanych na poprzednią konsolę PlayStation 2. Wystarczy włożyć do napędu płytę z PS3, a w menu wybrać opcję „zmień dysk” i włożyć płytę z PS2. Konsola PlayStation 4 nie obsługuje płyt SingStar z PlayStation 3 oraz PlayStation 2.
W 2009 roku w sprzedaży pojawiły się bezprzewodowe mikrofony SingStar. Możliwe jest również śpiewanie przez wbudowany mikrofon w kamerach PlayStation Eye oraz PlayStation Camera, lecz wyklucza to rozgrywkę wieloosobową. W czasie rozgrywki urządzenia wykonują zdjęcia i filmują gracza. PlayStation Camera przeznaczona na PlayStation 4 umożliwia dodatkowo wykorzystanie rzeczywistości rozszerzonej – podczas występu można nałożyć na uczestników zabawy wirtualne maski.
W 2012 roku w menu konsoli PlayStation 3 pojawiła się darmowa aplikacja SingStar, która umożliwiała korzystanie z gry bez dostępu do płyt z piosenkami. Można było także bezpłatnie pobrać kilka utworów demonstracyjnych. Aby zakupić pełne wersje wybranych piosenek, należało za nie zapłacić w sklepie SingStore. Zawierał on kilkaset zagranicznych utworów z różnych gatunków muzycznych. Zakupione piosenki w sklepie SingStore z poziomu PlayStation 3 można pobrać ponownie bez żadnych opłat na PlayStation 4, jeśli odpowiednik będzie istniał.
W 2014 darmowa wersja SingStara pojawiła się na PlayStation 4. Wydano także odnowioną wersję gry na PlayStation 3. Po pobraniu darmowej aplikacji można śpiewać przy użyciu smartfona. Pozwala on także na tworzenie własnych list odtwarzania utworów, co jest możliwe także z poziomu konsoli. Oprócz odświeżonej szaty graficznej, dużej zmianie uległ również system punktowania.
1 lutego 2020 serwery SingStore zostały zamknięte. Możliwość zakupu piosenek i wszystkie funkcje sieciowe zostały wyłączone. Nadal można korzystać z gier SingStar w trybie offline.

## Odbiór
W roku 2005, SingStar oraz SingStar Party wspólnie otrzymały nagrodę za oryginalność BAFTA w kategorii gier wideo. W ciągu 10 lat obecności na rynku płyty SingStar sprzedały się w 26 mln egzemplarzy na całym świecie.